# 367943 Duende

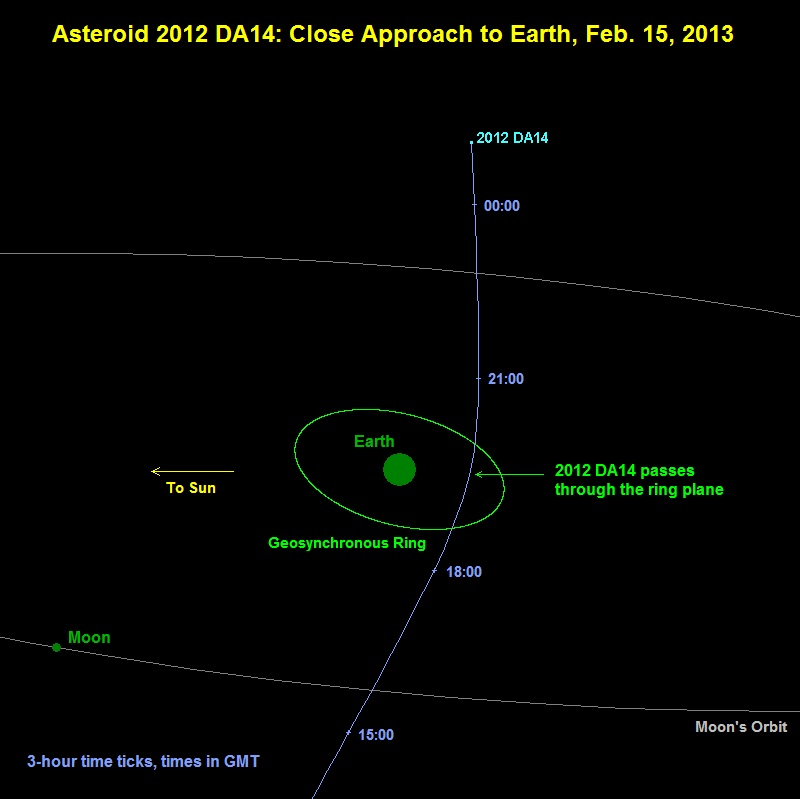
A 2012 DA14 pályája (zöld színnel a geostacionárius pálya jelölve, fehér színnel a Hold pályája - az aszteroida déli irányból észak felé haladt).

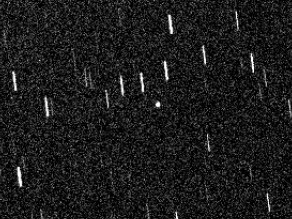
A 2012 DA14 aszteroida a Canary T2 HM teleszkópon át.

A 2012 DA14 egy Föld-közeli aszteroida, melynek átmérője kb. 50 méter. Nevezetességét az adja, hogy közelebb volt a Földhöz, mint a Föld körül keringő, geostacionárius pályán lévő műholdak, amik a felszín felett 35 800 km távolságban vannak. Az aszteroida legkisebb becsült távolsága 27 700 km a felszín felett (34 100 km a Föld középpontjától), 2013. február 15-én 19:25 UTC-kor. A kisbolygó becsült tömege 130 000 tonna.
Az aszteroidát 2012. február 23-án fedezte fel az OAM Obszervatórium (La Sagra, Spanyolország).
Ekkora méretű aszteroidából becslések szerint mintegy 500 000 található a Naprendszerben, aminek nagyjából 1%-áról van tudomásunk.

## A 2013-as áthaladás
A 2013-as áthaladás legjobban Indonéziából volt látható, de előnyös helyzetben voltak az Európa, Ázsia, Ausztrália területén élők is.
Legnagyobb látszó magnitúdója 7,4, ezért szabad szemmel nem volt látható, de távcsővel, vagy jobb binokulárral igen.
A megfigyelésnél problémát jelentett az aszteroida jelentős sebessége, aminek maximuma a legnagyobb közelség idején 28 000 km/h (ez nagyságrendileg percenként 1 fokos elmozdulást jelent az égbolton). Az aszteroida déli irányból észak felé haladt.
A 2013-as áthaladás során a Föld közelsége miatt a kisbolygó pályája módosult, keringési ideje 368 napról lecsökkent 317 napra. Az aszteroida csillagászati besorolása is módosult, az eddigi Apollo osztály helyett Aten osztályba került.

## Kockázatok, esélyek
- 2013. február 15-én az aszteroida nem ütközött össze a Földdel.[6]
- Nagyon kicsi az esélye annak, hogy 2110. február 16-án a Földnek ütközik.[7]
- A veszélyességi besorolásra szolgáló Palermo-skála alapján „alacsony veszélyességű”.[8]
- A Torino-skála alapján „0” besorolást kapott (=„veszélytelen”).[7]

Ha csak a példa kedvéért feltesszük, hogy egy ekkora tömegű és sebességű aszteroida becsapódik a Földbe, a robbanás ereje 2,5 megatonna TNT-vel lenne egyenértékű. A Tunguszkai esemény robbanásának ereje 10-20 megatonna közötti volt.
50 méter átmérőjű aszteroida 1200 év alatt legfeljebb egyszer csapódik a Földbe.
Az elhaladás rekordnak számít, mert ekkora méretű aszteroida a Föld mellett ilyen közelségben még nem haladt el az írott történelem alatt (kisebbek már közelebb is elhaladtak). Egy ekkora méretű objektum elhaladása 40 évben egyszer várható.

## Fordítás
Ez a szócikk részben vagy egészben  a(z)   2012 DA14 című angol Wikipédia-szócikk fordításán alapul.  Az eredeti cikk szerkesztőit annak laptörténete sorolja fel. Ez a jelzés csupán a megfogalmazás eredetét és a szerzői jogokat jelzi, nem szolgál a cikkben szereplő információk forrásmegjelöléseként.